# La Dorada
La Dorada ist eine Gemeinde (municipio) im Departamento Caldas in Kolumbien, die am Río Magdalena liegt.

## Geographie
La Dorada liegt am linken Ufer des Río Magdalena in der Subregion Magdalena Caldense im Departamento de Caldas. Die Jahresdurchschnittstemperatur beträgt 28 °C. La Dorada liegt 168 km östlich von Manizales. An die Gemeinde grenzen im Norden Sonsón und Puerto Triunfo in Antioquia, im Osten Puerto Boyacá in Boyacá, Guaduas und Puerto Salgar in Cundinamarca, im Süden Honda in Tolima und im Westen Norcasia und Victoria in Caldas.

## Bevölkerung
Die Gemeinde La Dorada hat 78.540 Einwohner, von denen 70.231 im städtischen Teil (cabecera municipal) der Gemeinde leben (Stand: 2019).

## Geschichte
Die Geschichte von La Dorada ist eng verbunden mit dem Bau der Eisenbahn zwischen Honda und Yeguas. Die Besiedlung des Gebietes der heutigen Stadt begann 1888, als die Eisenbahn in das Gebiet vorgestoßen war. Die Stadt erhielt 1923 den Status einer Gemeinde.

## Wirtschaft
Der wichtigste Wirtschaftszweig in La Dorada ist die Rinderproduktion. Zudem spielen Landwirtschaft, Goldgewinnung, Handel und Fischerei eine Rolle. Die Industrie beschränkt sich auf kleine und mittlere Unternehmen.

## Religion
Zusammen mit Guaduas ist La Dorada Sitz des Bistums La Dorada-Guaduas. Die Kathedrale von La Dorada ist Unserer Lieben Frau auf dem Berge Karmel gewidmet.